# Chavaler
Chavaler es una localidad española de la provincia de Soria, en la comunidad autónoma de Castilla y León. Pertenece al municipio de Garray.

## Geografía
Situado a 12 km de Soria, en el acceso del valle del Tera al pie de la sierra de Carcaña. Discurre por ahí el río Tera. Tiene un excelente entorno de sotos y bosque de ribera que permiten la presencia de garzas, liebre, conejo y perdiz permanentes, y codorniz, tórtola y paloma de paso o parada. Pertenece al partido judicial de Soria y a la comarca de Frentes.

## Historia
Sobre la base de los datos del censo de Pecheros de 1528, en el que no se contaban eclesiásticos, hidalgos y nobles, se registra la existencia 8 pecheros, es decir unidades familiares que pagaban impuestos.
Perteneció a los marqueses de Alcántara del Cuervo (condes de Fuerteventura en el siglo XVIII), cuyas armas pueden verse en la iglesia de Santo Tomás.
A la caída del Antiguo Régimen la localidad se constituyó en municipio constitucional en la región de Castilla la Vieja, partido de Soria, que en el censo de 1842 contaba con 31 hogares y 127 vecinos.
A mediados del siglo XIX, el lugar, por entonces con ayuntamiento propio, tenía unas 27 casas. La localidad aparece descrita en el séptimo volumen del Diccionario geográfico-estadístico-histórico de España y sus posesiones de Ultramar de Pascual Madoz de la siguiente manera:

CHAVALER: l. con ayunt. en la prov. y part. jud. de Soria (4 leg.), aud. terr. y c. g. de Burgos (20) dióc. de Osma (10): sit. en un llano á la márg. izq. del r. Tera, le combate principalmente el viento N.; su clima es frio, pero sano y las enfermedades mas comunes, fiebres intermitentes: tiene 27 casas; la de ayunt., un palacio del marqués de Alcántara; escuela de instruccion primaria, concurrida por 20 alumnos de ambos sexos, á cargo de un maestro dotado con 3 fan. de trigo; hay una igl. parr. y un cementerio público, sit. á la parte de N., fuera de la pobl. de modo que no ofende á la salud. Confina el térm. N. Almarza; E. Fuentecantos; S. Barrio de las casas, y O. Canredondo: el terreno es de buena calidad, le baña el indicado r. Tera que le fertiliza en mucha parte. caminos: los locales y el que dirige á Soria, todos en mediano estado. correo: se recibe y despacha en la adm. de Soria por un balijero. prod.: trigo, centeno, cebada, avena, guijas, lentejas y yeros; cria ganado lanar, vacuno, mular y asnal; caza de perdices; conejos y liebres. ind.: la agrícola y un lavadero de lanas. comercio: esportacion de frutos sobrantes á los mercados de Soria. pobl.: 31 vec., 127 alm. cap. imp.: 21,557 rs.
(Madoz, 1847, p. 310)

En 1969 desapareció el municipio de Chavaler, al fusionarse con los de Garray, Canredondo de la Sierra, Dombellas y Tardesillas.

## Demografía
| Gráfica de evolución demográfica de Chavaler entre 1842 y 1960 |
| |
| Población de derecho según los censos de población del INE Población de hecho según los censos de población del INEEn estos censos se denominaba Chabaler: 1857 y 1860 Entre el censo de 1970 y el anterior, este municipio desaparece porque se integra en el municipio 42094 (Garray) |

En el año 2000 contaba con 32 habitantes, concentrados en el núcleo principal, pasando a 58 en 2014.

## Patrimonio

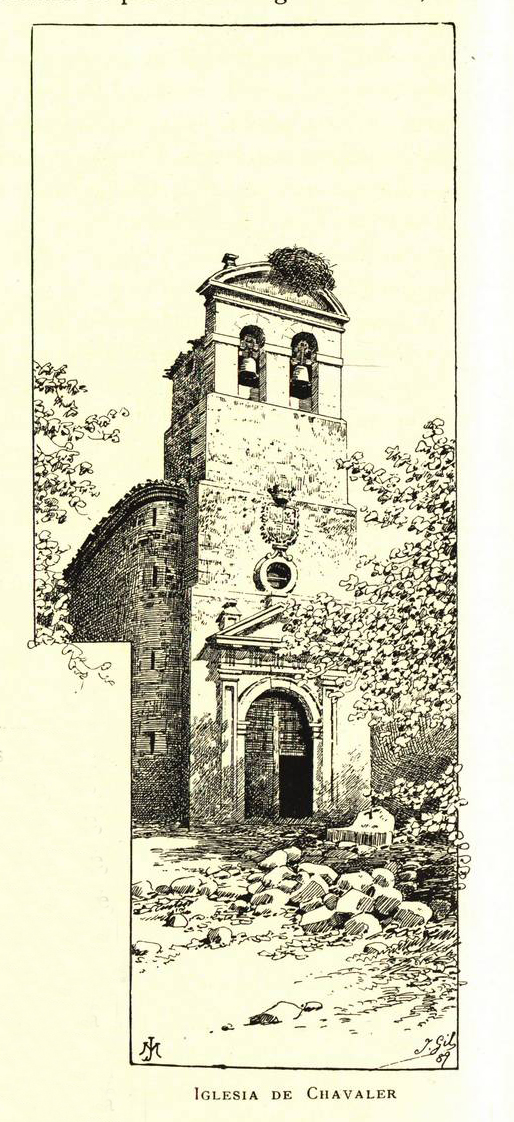
Iglesia de Chavaler (España, sus monumentos y sus artes, su naturaleza e historia. Soria, 1889)

- Iglesia de Santo Tomás Apóstol. Construida en el siglo XVII a expensas de los marqueses de Alcántara. Tiene portada neoclásica coronada por el escudo de los marqueses. En 2023 fue declarada bien de interés cultural, con la categoría de monumento.[8]
- Restos del palacio de los Marqueses de Alcántara.
- Ruinas del lavadero de lanas más importante de toda la provincia.